# Valkrets
Valkrets är ett geografiskt avgränsat område som har ett bestämt antal mandat ("platser") i den församling som väljs.
I valsystem med enmansvalkretsar strävar man i allmänhet efter att valkretsarna skall vara lika stora, medan man i andra system istället bestämmer antalet mandat enligt hur många som bor i området. Antalet mandat som fördelas påverkar valets karaktär och man strävar i allmänhet också i det senare fallet att hålla valkretsarna någorlunda lika stora. Också utjämningsmandat används.

## Danmark
Danmark är sedan 2007, för val till folketinget, indelat i tre landsdelar som i sig är indelade i 10 valkretsar som kallas storkredse. Dessa är de viktigaste valkretsarna vid folketingsval. Region Hovedstaden består av fyra stora "storkredse", medan de andra två valadministrativa delarna av landet - Själland-Syddanmark samt Midtjylland-Nordjylland - vardera består av tre "storkredse".

## Finland
För riksdagsval är Finland indelat i 13 valkretsar utgående från landskapsindelningen. För presidentval och val till Europaparlamentet utgör hela landet en enda valkrets, även om valresultaten av praktiska och statistiska skäl brukar brytas ner i samma områden som riksdagsvalens valkretsar när de räknas och presenteras.

### Riksdagsvalkretsar
Valkretsindelningen för riksdagsval utgår från landskapsindelningen, tidigare länsindelningen.

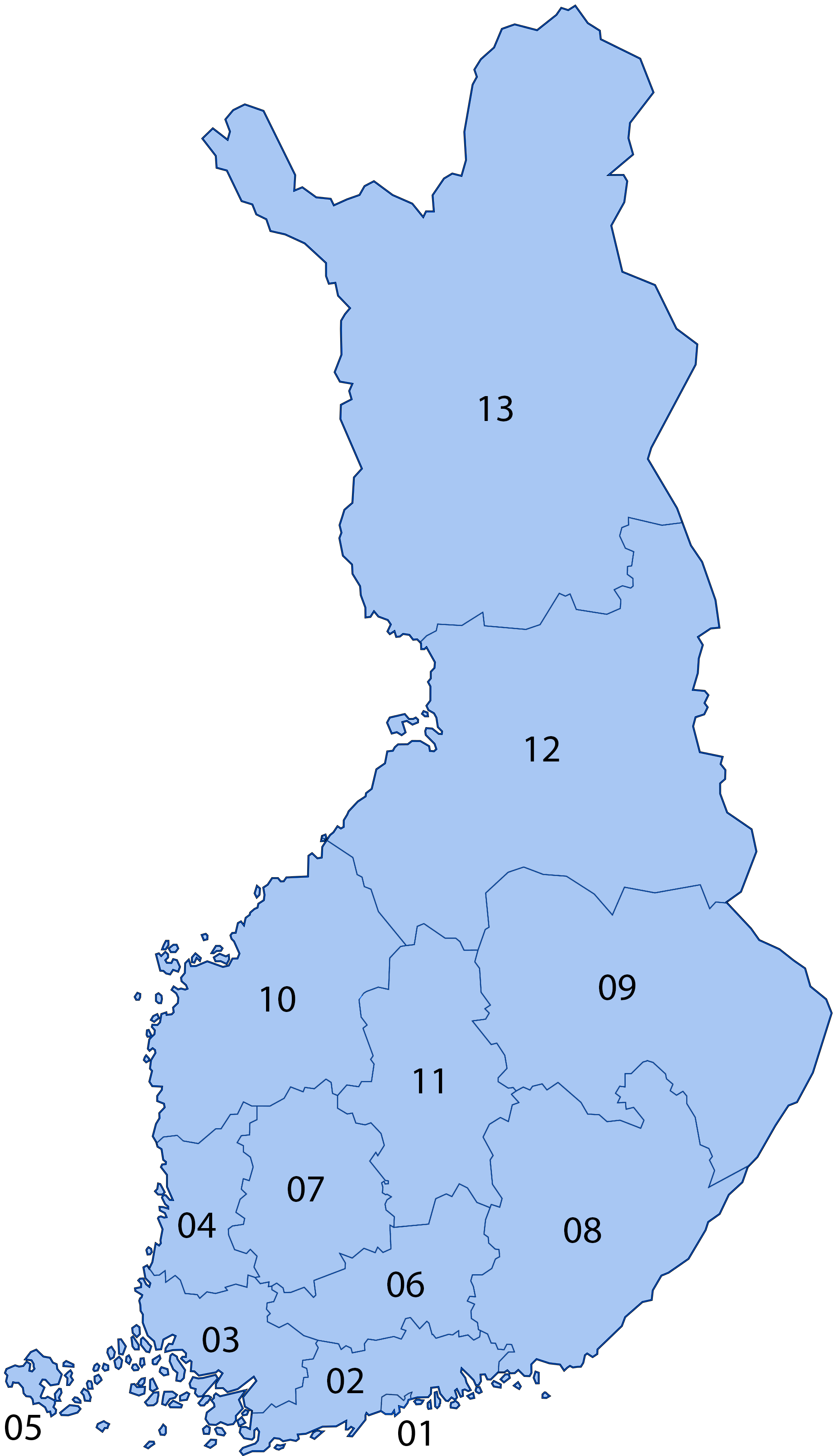
Finlands 13 valkretsar.

| Valkrets                       | Antal mandat (2015) |
| ------------------------------ | ------------------- |
| 01 Helsingfors valkrets        | 22                  |
| 02 Nylands valkrets            | 35                  |
| 03 Egentliga Finlands valkrets | 17                  |
| 04 Satakunta valkrets          | 8                   |
| 05 Landskapet Ålands valkrets  | 1                   |
| 06 Tavastlands valkrets        | 14                  |
| 07 Birkalands valkrets         | 19                  |
| 08 Sydöstra Finlands valkrets  | 17                  |
| 09 Savolax-Karelens valkrets   | 16                  |
| 10 Vasa valkrets               | 16                  |
| 11 Mellersta Finlands valkrets | 10                  |
| 12 Uleåborgs valkrets          | 18                  |
| 13 Lapplands valkrets          | 7                   |
| Total                          | 200                 |

### Kommunalvalkretsar
För val till kommunfullmäktige utgör alltid en kommun en valkrets.

## Island
Se Islands valkretsar

## Norge
Valkretsar kallas för valgdistrikt i den norska vallagen. Det finns 19 valkretsar vid Stortingsval i Norge.

## Sverige

Sveriges valkretsar 1998–2014. Motsvarade länens gränser, förutom i Västra Götaland, Skåne och Stockholm. Notera att den mörkröda färgen i Stockholms län symboliserar kommunen Stockholm, som är egen valkrets.

Olika regler gäller för valkretsindelningen ifall det är riksdags-, region- eller kommunalval. För val till Europaparlamentet utgör hela landet en enda valkrets.

### Riksdagsvalkretsar
För riksdagsval fastslås valkretsindelningen av Vallagen. Valkretsarna sammanfaller med länen, med undantag för de tre största länen (Stockholms län, Västra Götalands län och Skåne län) som är indelade i flera valkretsar. Valkretsarna till Sveriges riksdag är 29 till antalet och är som följer:
| Valkrets (valkretskod)            | Antal mandat 2018 | Antal mandat 2018 | Antal mandat 2022 | Antal mandat 2022 |
| Valkrets (valkretskod)            | fasta             | utjämnings        | fasta             | utjämnings        |
| --------------------------------- | ----------------- | ----------------- | ----------------- | ----------------- |
| Stockholms kommun (1)             | 29                | 3                 | 29                | 5                 |
| Stockholms län (2)                | 39                | 4                 | 40                | 3                 |
| Uppsala län (3)                   | 11                | 2                 | 12                | 1                 |
| Södermanlands län (4)             | 9                 | 1                 | 9                 | 2                 |
| Östergötlands län (5)             | 14                | 2                 | 14                | 3                 |
| Jönköpings län (6)                | 11                | 2                 | 11                | 2                 |
| Kronobergs län (7)                | 6                 | 0                 | 6                 |                   |
| Kalmar län (8)                    | 8                 | 0                 | 8                 |                   |
| Gotlands län (9)                  | 2                 | 0                 | 2                 |                   |
| Blekinge län (10)                 | 5                 | 0                 | 5                 |                   |
| Malmö kommun (11)                 | 10                | 1                 | 10                | 1                 |
| Skåne läns västra (12)            | 9                 | 2                 | 9                 | 1                 |
| Skåne läns södra (13)             | 12                | 2                 | 12                | 2                 |
| Skåne läns norra och östra (14)   | 10                | 1                 | 10                |                   |
| Hallands län (15)                 | 10                | 3                 | 10                | 2                 |
| Göteborgs kommun (16)             | 17                | 2                 | 17                | 1                 |
| Västra Götalands läns västra (17) | 11                | 2                 | 11                | 3                 |
| Västra Götalands läns norra (18)  | 8                 | 2                 | 8                 |                   |
| Västra Götalands läns södra (19)  | 7                 | 1                 | 7                 | 1                 |
| Västra Götalands läns östra (20)  | 9                 | 1                 | 8                 | 1                 |
| Värmlands län (21)                | 9                 | 2                 | 9                 | 2                 |
| Örebro län (22)                   | 9                 | 3                 | 9                 | 3                 |
| Västmanlands län (23)             | 8                 | 1                 | 8                 |                   |
| Dalarnas län (24)                 | 9                 | 1                 | 9                 | 2                 |
| Gävleborgs län (25)               | 9                 | 0                 | 9                 | 2                 |
| Västernorrlands län (26)          | 8                 | 0                 | 8                 | 1                 |
| Jämtlands län (27)                | 4                 | 1                 | 4                 |                   |
| Västerbottens län (28)            | 9                 | 0                 | 8                 | 1                 |
| Norrbottens län (29)              | 8                 | 0                 | 8                 |                   |
| Total                             | 310               | 39                | 310               | 39                |
| Total                             | 349               | 349               | 349               | 349               |

### Regionvalkretsar
Dessa överlåter Vallagen (6 §) åt resp. regionfullmäktige att besluta om, enligt följande:
En valkrets bör utformas så att den kan beräknas få minst åtta fasta valkretsmandat. Den bör ha en sammanhängande gränslinje. En del av en kommun får användas för att bilda en valkrets tillsammans med en annan kommun, en del av en annan kommun eller delar av andra kommuner, om valkretsen annars inte kan beräknas få minst åtta fasta valkretsmandat. En kommun får också delas in i två eller flera valkretsar, om man på så sätt kan uppnå en lämpligare valkretsindelning.
Notera att det finns ingen regel som säkerställer att riksdagsvalkretsar och regionvalkretsar sammanfaller i de län som har flera riksdagsvalkretsar (Stockholms län, Västra Götalands län och Skåne län). Så har också valkretsarna divergerat kraftigt - exempelvis har Skåne län fyra riksdagsvalkretsar men sex regionvalkretsar. Nordöstra delen av länet utgörs i bägge fall av en valkrets (Skånes norra och östra valkrets respektive Nordostkretsen, men flera kommuner längs gränsen ligger innanför riksdagsvalkretsen men utanför regionvalkretsen eller vice versa). 
Inför valet 2018 behövde alla kommuner och dåvarande landsting ta beslut om valkretsindelning, annars blev de automatisk en valkrets.[källa behövs]

### Kommunalvalkretsar
För val till kommunfullmäktige i mindre kommuner utgör vanligtvis kommunen en valkrets, medan det i större kommuner och landsting finns möjlighet att ha flera valkretsar. 
Enligt vallagen (4 kap 12 §) gäller följande regler: Om en kommun har 36 000 personer eller fler som har rösträtt, får kommunen delas in i två eller flera valkretsar av kommunfullmäktige. En kommun som har färre än 36 000 personer som har rösträtt får delas in i valkretsar endast om det finns särskilda skäl för det.
Inför valet 2018 behövde alla kommuner och dåvarande landsting ta beslut om valkretsindelning, annars blir de automatisk en valkrets.[källa behövs]
Efter den senaste ändringen av vallagen som trädde i kraft 2015 men som inte kommer att tillämpas förrän de allmänna valen 2018 finns det nu en spärr på två procent för kommuner som utgör en enda valkrets och en spärr om 3 procent för kommuner indelade i flera valkretsar.
Före 2015 gällde att kommuner med 24 000 personer eller fler måste delas in flera valkretsar. 